# Patrones de autorganización en las hormigas

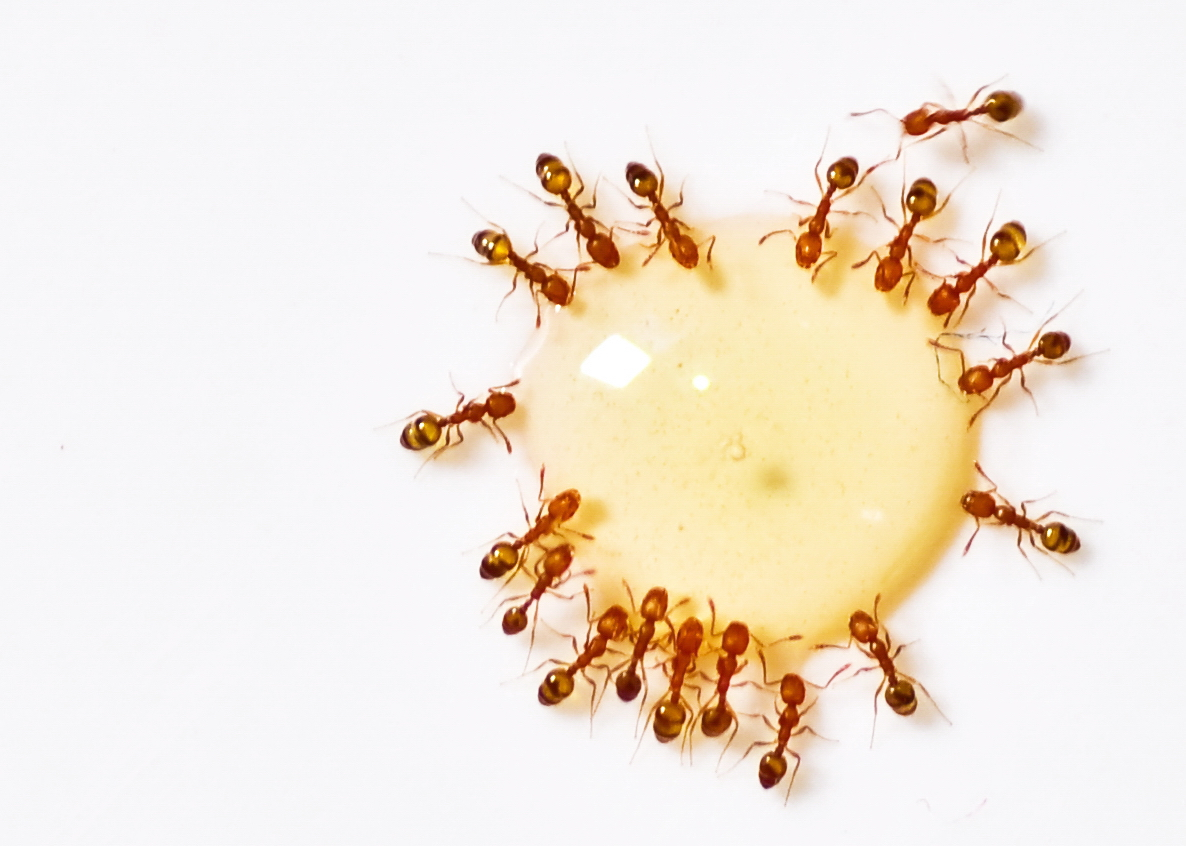
Hormigas alrededor de una gota de miel

Las hormigas son animales simples y su repertorio conductual se limita a entre diez y cuarenta comportamientos elementales. Se trata de un intento de explicar los distintos patrones de autoorganización de las hormigas 

## Las hormigas como sistemas complejos
Las colonias de hormigas son sistemas autoorganizados: los comportamientos colectivos más complejos surgen de las interacciones entre muchos individuos, y cada uno de ellos sigue una serie de reglas sencillas, no de instrucciones descendentes de individuos de élite o de la reina. Ninguna obrera tiene un conocimiento universal de las necesidades de la colonia; cada una reacciona sólo a su entorno local. Por eso, las hormigas son una fuente de inspiración popular para el diseño en ingeniería de software, robótica, diseño industrial y otros campos en los que muchas piezas sencillas trabajan juntas para realizar tareas complejas.
El modelo actual más popular de autoorganización en las hormigas y otros insectos sociales es el modelo de umbral de respuesta. Un umbral para una tarea concreta es la cantidad de estímulo, como una feromona o interacciones con otras obreras, necesaria para que la obrera realice la tarea asociada. Un umbral más alto requiere un estímulo más fuerte y, por tanto, se traduce en una menor preferencia por realizar una tarea específica. Las distintas obreras tienen diferentes umbrales para diferentes tareas, lo que permite que algunas funcionen como especialistas que realizan preferentemente una o más tareas. El nivel del umbral puede verse afectado por varios factores: la edad de la obrera, ya que con frecuencia las trabajadoras cambian de trabajo dentro del nido a un trabajo fuera de él con el paso de la edad;
el tamaño, ya que las obreras más grandes suelen realizar tareas diferentes, como la defensa o el procesamiento de semillas; la casta; la salud, ya que las lesiones pueden animar a las obrearas jóvenes a cambiar antes a un trabajo fuera del nido;
 o estar distribuidos aleatoriamente. A medida que aumenta la demanda de una tarea, también lo hace la proporción de obreras cuyo umbral se alcanza; a medida que disminuye la demanda, se alcanzan menos umbrales de trabajadores y se asignan menos trabajadores a esa tarea. De este modo, unas sencillas reglas individuales permiten regular el trabajo a gran escala en diversos entornos. Este sistema también puede evolucionar en respuesta a diferentes entornos y estrategias vitales, dando lugar a la inmensa variación observada en las hormigas.

## Bifurcación
Se trata de una transición instantánea de todo el sistema a un nuevo patrón estable cuando se alcanza un umbral. La bifurcación también se conoce como multiestabilidad, en la que son posibles muchos estados estables.

Ejemplos de tipos de patrones:
1. Transición entre un patrón desordenado y uno ordenado
2. Transición de un uso uniforme de muchas fuentes de alimento a una sola fuente.
3. Formación de galerías de nido ramificadas.
4. Preferencia grupal de una salida por parte de las hormigas que escapan.
5. Formación de cadenas de agarre mutuo entre las patas.

## Sincronización
Patrones oscilatorios de actividad en los que individuos con distintos niveles de productividad se estimulan mutuamente a partir de una activación recíproca.
Ejemplos de tipos de patrones:
1. Ritmos a corta escala derivados de la activación mecánica por contacto físico.
2. Ritmos de larga escala en los que los cambios temporales en las necesidades alimentarias y larvarias estimulan cambios en el ciclo reproductivo.

## Ondas autoorganizadas
Ondas móviles de concentración química o de deformación mecánica.
Ejemplos de tipos de patrones:
1. Ondas de alarma propagadas por el contacto físico.
2. Caminos giratorios debidos a cambios espaciales en los recursos alimenticios que actúan sobre la actividad de disposición de los caminos.

## Criticalidad autorganizada
La criticalidad autorganizada es una alteración brusca de un sistema como resultado de una acumulación de sucesos sin estímulos externos[1].
Ejemplos de tipos de patrones:
1. Cambios bruscos en la actividad alimentaria.
2. Agarre mecánico de las patas formando gotitas de hormiga.